# Abraham Liedts
Abraham Liedts (Hoorn, 1604 of 1605 - aldaar, begraven 12 december 1668) was een Noord-Nederlandse kunstschilder.

## Leven en werk
Liedts werd in 1604 of 1605 in Hoorn geboren. Hij was portretschilder en vervaardigde ook schuttersstuken. Hij was de leermeester van Jan Claesz. Rietschoof. 
Werken van Liedts bevinden zich in de collectie van het Westfries Museum in Hoorn. Naar het door hem geschilderde portret van de vice-admiraal van het Noorderkwartier Pieter Florisse zijn meerdere kopieën en prenten gemaakt, die zich bevinden in de collectie van het Rijksmuseum Amsterdam. Het door hem geschilderde schuttersstuk van de Hoornse schutterij bevindt zich in het Westfries Museum, een voorstudie hiervan maakt deel uit van de collectie van het Hessisches Landesmuseum Darmstadt.
Liedts trouwde op 1 mei 1661 met de weduwe Annetje Jans Eggers. Hij overleed in 1668. Hij werd op 12 december 1668 begraven in de Grote Kerk aldaar.

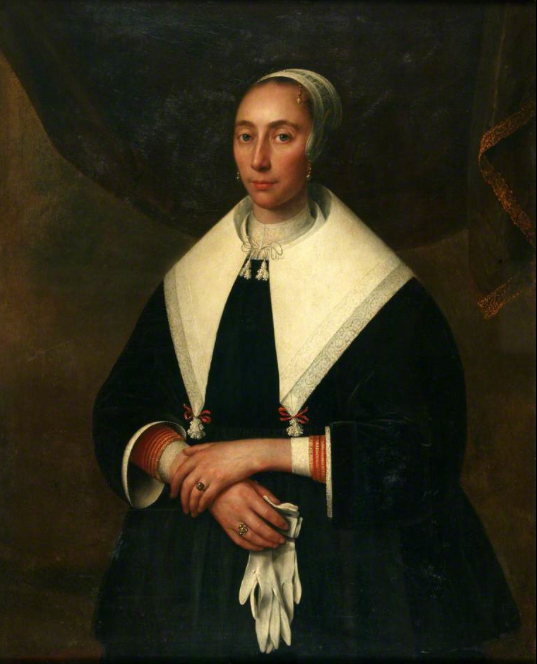
Vrouw met handschoenen
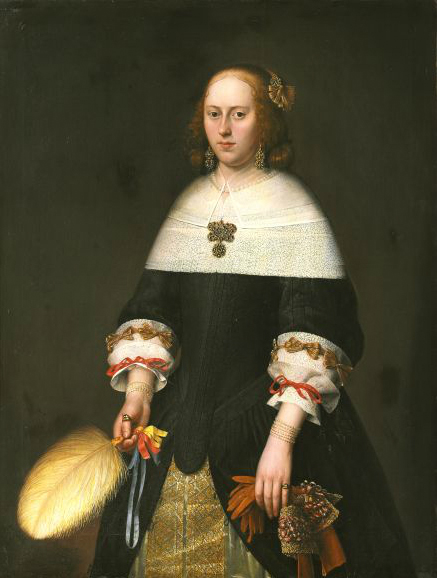
Vrouw met waaier

- Biografisch Portaal: 55801539
- RKD-Nederlands Instituut voor Kunstgeschiedenis: 49942
- Union List of Artist Names: 500000690
- Virtual International Authority File: 95684836